# Phénix (manga)
Pour les articles homonymes, voir Phénix (homonymie).
Phénix, l'oiseau de feu (火の鳥, Hi no tori) est un manga de Osamu Tezuka, publié en français aux éditions Tonkam (onze volumes).
Ce manga a par la suite connu de nombreuses adaptations sous divers format, entre autres : Le Phénix un film en prise de vue réelle (avec des insert d'animations) en 1978,, Phénix, l'oiseau de feu un film d'animation en 1980 et des OAV en 1987 et 2004. 
Ce manga a obtenu en 1970 le Prix culturel Kōdansha dans la catégorie des mangas pour enfant.

## La série
Il s'agit d'un ensemble d'histoires se déroulant dans le Japon médiéval ou le monde du futur, tournant autour du légendaire phénix, oiseau de feu dont le sang rend immortel.
Chaque volume peut être lu indépendamment, et part du plus tôt dans l'histoire du Japon et du plus tard dans le futur de l'espace. Au fur et à mesure que la série progresse, ces périodes extrêmes se rapprochent du présent. Malheureusement, cet ordre n'a pas été gardé par la version bunko sur laquelle s'est basé Tonkam pour réaliser la version française. De plus, un volume sur les douze n'a pas été traduit.
La prépublication de la série s'est étalée sur plus d'une trentaine d'années entre 1954 et 1988. D'autres chapitres étaient prévus mais la mort d'Osamu Tezuka a empêché leur réalisation. Voici la liste des histoires originales :
1. L'aube (黎明), prépubliée dans le magazine Manga Shōnen de l'éditeur Asahi Sonorama entre juillet 54 et mai 55 (incomplète) puis dans le magazine COM édité par Mushi Pro Shōji entre janvier et novembre 1967.
2. Égypte (エジプト), prépubliée dans le magazine Shōjo Club de l'éditeur Kodansha entre mai et octobre 1956.
3. Grèce (ギリシャ), prépubliée dans Shōjo Club entre novembre 1956 et juillet 1957 (suite de Égypte).
4. Rome (ローマ), prépubliée dans Shōjo Club entre août et décembre 1957 (suite de Grèce).
5. Les Temps futurs (未来), prépubliée dans le magazine COM édité par Mushi Pro Shōji entre décembre 1967 et février 1968.
6. Yamato (ヤマト), prépubliée dans COM entre septembre 1968 et février 1969.
7. L'Espace (宇宙), prépubliée dans COM entre mars et juillet 1969.
8. Le Phénix (鳳凰), prépubliée dans le magazine COM entre août 1969 et septembre 1970.
9. Résurrection (復活), prépubliée dans COM entre octobre 1970 et septembre 1971.
10. La Robe de plumes célestes (羽衣), prépubliée dans le magazine COM en octobre 1971.
11. Le Mal du pays (望郷), prépubliée dans COM entre décembre 1971 et janvier 1972 puis dans Manga Shōnen de septembre 1976 à mars 1978.
12. Temps de troubles (乱世), prépubliée dans COM en août 1973 puis dans Manga Shōnen d'avril 1978 à juillet 1980.
13. La vie (生命), prépubliée dans Manga Shōnen d'août à décembre 1980.
14. Un monde étrange (異形), prépubliée dans Manga Shōnen de janvier à avril 1981.
15. Soleil (太陽), prépubliée dans le magazine Yasei Jidai de l'éditeur Kadokawa Shoten de janvier 1986 à février 1988.

Il existe aussi un synopsis réalisé pour une comédie musicale, Terre (大地), publié en 1989 dans un supplément du magazine New Type de l'éditeur Kadokawa Shoten réalisé en mémoire d'Osamu Tezuka. Deux autres histoires étaient en projet : Atom (アトム), dont l'idée de départ (la rencontre entre le Phénix et Astro Boy) a été reprise en 2003 pour le jeu vidéo Atom Heart no himtsu, et Temps présent (現代) qui aurait dû servir de conclusion à la série.

## Personnages récurrents
- Le Phénix : une entité cosmique féminine à l'apparence d'un oiseau blanc incandescent à crête de coq et queue de paon. Elle est presque omnipotente et est convoitée par de nombreux hommes et femmes. Quiconque boit son sang obtient la jeunesse éternelle et/ou l'immortalité. Cependant, l'immortalité se révèle davantage un calvaire qu'une bénédiction, et la véritable récompense du Phénix (à savoir la réincarnation) n'est accordée qu'aux hommes méritants qui abordent l'oiseau avec bonté plutôt qu'avec convoitise.
- Saruta : un homme japonais au nez boursouflé, lui et ses descendants sont condamnés à de grandes souffrances dans leur vie.
- Robita : un mystérieux robot serviable et intelligent, qui cache cependant un terrible secret.
- Makimura : un astronaute japonais qui a été formé toute sa vie pour sillonner l'espace. Il a cependant des ambitions spéciales.
- Chihiro : un modèle de robot ouvrier utilisé sur toute la planète, avant les Robitas.
- Moopie : une race d'extraterrestres changeurs de formes capable de s'adapter à tout environnement.

## Volumes
1. L'aube
2. Les temps futurs
3. Yamato - Un monde étrange
4. Le phénix
5. Résurrection - La robe de plumes
6. Le mal du pays
7. Temps de troubles 1
8. Temps de troubles 2
9. L'espace - La vie
10. Le Soleil 1
11. Le Soleil 2

## Éléments d'analyse
Cette œuvre est à la fois une œuvre-maîtresse par son ambition philosophique et historique, où convergent plusieurs cultures et références civilisationnelles, mais aussi une œuvre à part, incomparable, du maître mangaka Osamu Tezuka ; elle l'a accompagné toute sa vie car il y est revenu à plusieurs reprises. Elle a fait l'objet de plusieurs analyses, notamment celles du philosophe et romancier français Tristan Garcia au Collège de France dans la série Qu’est-ce que créer ? L’art neuf de la BD n° 3/5, conférence que l'on peut écouter dans le cadre de l'émission « L'Été du Collège de France » sur France Culture le 16 août 2023, et qui a simplement pour titre : « Phénix » d'Osamu Tezuka.
Cette conférence est ainsi introduite : « dans la quête spirituelle que constitue “Phénix”, comment conjurer la malédiction de la souffrance et d’une humanité qui apparaît comme “le cancer du cosmos” ? Une BD au carrefour du récit national du Japon, de l'universalisme et du bouddhisme, qui a marqué depuis son enfance Tristan Garcia (auteur récemment de la fresque Âmes. Histoire de la souffrance) ». Elle se décline essentiellement en deux chapitres : - « Le manga d'Osamu Tezuka : une écriture des signes » - « Une cosmogonie de la métamorphose, de la forme et de l'informe ». 
Il s'agit d'abord de déterminer ce que représente, pour Osamu Tezuka, le phénix, créature mythique sans cesse renaissante, tout à la fois oiseau de feu et « oiseau de vie », qui est présent dans les mythologies de nombreux pays ; mais Tezuka se réfère explicitement surtout aux traditions gréco-romaine mais aussi chinoise et japonaise. Cette problématique de la renaissance, de la survie et de la compétition revêt une dimension particulière et nuancée de tragédie dans le contexte de l'après guerre au Japon et dans l'après Hiroshima. Dimension tragique qui se traduit stylistiquement dans ce « manga très original » par un « conflit, de plus en plus graphique et en même temps “spirituel” » chez le mangaka, entre la ligne et le cercle : Tristan Garcia examine comment Tezuka tente de résoudre graphiquement et dialectiquement ce conflit, au moyen de « la figure rayonnante ».

### Documentation
- Patrick Gaumer, « Hinotori », dans Dictionnaire mondial de la BD, Paris, Larousse, 2010 (ISBN 9782035843319), p. 419.
- Élodie Lepelletier, « Phénix », dans Manga 10 000 Images n°2, Versailles : Éditions H, février 2009, p. 126-129.
- Paul Gravett (dir.), « De 1950 à 1969 : Phénix, l'oiseau de feu », dans Les 1001 BD qu'il faut avoir lues dans sa vie, Flammarion, 2012 (ISBN 2081277735), p. 282.